# Ulrich Enzensberger
Ulrich Meinrad Enzensberger (* 2. Dezember 1944 in Wassertrüdingen) ist ein deutscher Schriftsteller und Übersetzer. Er ist der Bruder der Schriftsteller Hans Magnus Enzensberger und Christian Enzensberger.

## Leben
Enzensberger zog nach dem Abitur, das er am Melanchthon-Gymnasium in Nürnberg ablegte, nach West-Berlin, weil er dadurch der Einberufung zum Wehrdienst entgehen konnte. Von 1967 bis 1969 lebte er in der Berliner Kommune I, deren Mitbegründer er war. Am 5. April 1967 wurde er mit anderen Verdächtigen wegen der Planung des Pudding-Attentats auf US-Vizepräsident Hubert H. Humphrey festgenommen. Nachdem die Kommune I in zahlreiche Splittergruppen zerfallen und Enzensberger der Universität verwiesen worden war, beendete er sein Germanistikstudium in München und wurde in den 1970er Jahren Mitglied der KPD/ML.
In München war Enzensberger Teil der „Kommune Metzstraße“ in der Metzstraße 15 mit Rolf Heißler, Brigitte Mohnhaupt, Marianne Ihm und später Alois Aschenbrenner. Gemeinsam mit der „Kommune Wacker Einstein“, die Fritz Teufel 1968 in der Einsteinstraße 151 etablierte, bildete sie das Umfeld der Tupamaros München.  Gegen eine Darstellung des Politikwissenschaftlers Wolfgang Kraushaar, der Enzensberger 2013 Mitwisserschaft um eine in einem Ermittlungsverfahren vermutete Involvierung der Gruppe bei dem Brandanschlag auf das Altenheim der Israelitischen Kultusgemeinde in München unterstellte, erhob Enzensberger in einem offenen Brief in der FAZ Einspruch.
2009 war Ulrich Enzensberger Stadtschreiber zu Rheinsberg. 2010 hielt er die Trauerrede bei der Beerdigung Fritz Teufels.
Enzensberger war mit der Schauspielerin und Musikerin Marianne Enzensberger verheiratet und lebt als freier Journalist und Schriftsteller in Berlin.

## Veröffentlichungen (Auswahl)
- Georg Forster. Ein Leben in Scherben. dtv, München 2004, ISBN 3-423-13248-5, erste Ausgabe Frankfurt am Main : Eichborn 1996, Reihe Die Andere Bibliothek, ISBN 978-3-8218-4139-7.
- Herwegh. Ein Heldenleben. Eichborn, Frankfurt am Main 1999, ISBN 3-8218-4173-7.
- Parasiten. Ein Sachbuch. Eichborn, Frankfurt am Main 2001, Reihe Die Andere Bibliothek, ISBN 3-8218-4501-5.
- Die Jahre der Kommune I. Berlin 1967–1969. Kiepenheuer & Witsch, Köln 2004, ISBN 3-462-03413-8.
- Otto Rosenberg: Das Brennglas. Autobiographie, aufgezeichnet von Ulrich Enzensberger, Vorwort von Klaus Schütz, Eichborn, Berlin 1998